# Яруга (Винницкая область)
Яру́га (укр. Яруга, еврейское название — Ярэ) — село в Могилёв-Подольском районе Винницкой области на Украине.
Почтовый индекс населённого пункта — 24062. Телефонный код — 4337. Поселение занимает площадь 3,57 км².

## История
Местечко в Польской Руси было основано несколькими десятками еврейских (сефардских) семей, переехавшими из Испании.
В начале XVII столетия местечко было обширным и многолюдным, и не раз было разоряемо во время казацких походов. В 1617 году неподалёку от поселения, в Буше, произошло боестолкновение коронной армии гетмана Станислава Жолкевского и турецко-татарских войск Искандера-паши. Боевые действия завершились тем, что С. Жолкевский подписал в Буше мирный договор с османами, благодаря которому удалось на несколько лет отодвинуть польско-турецко-татарскую войну (хотя ради этого полякам, по условиям договора, пришлось уничтожить некоторые крепости, например, Бершадь).
До 1648 года Яруга была в составе Брацлавского воеводства Малопольской провинции Польского королевства.
По ревизии 1847 года «Яругское еврейское общество» состояло из 224 душ обоего полу.
По переписи в Российской империи, в 1897 году в волостном местечке проживало 2 506 жителей обоего полу, и среди них было 1 271 еврей.
На начало XX столетия в местечке проживало 1 905 жителей, имелись пристань на Днестре, православная церковь, синагога, народное училище, было много лавок, 26 базаров. Осуществлялась оживленная торговля хлебом, лесными материалами и горохом (до 100 000 пудов в год). На 1904 год местечко входило в состав Ямпольского уезда, Подольской губернии России, и размещалось на левом берегу реки Днестр, в 22 верстах от уездного города.
Во время Великой Отечественной войны, в июле 1941 года, окрестные земли от вторжения нацистской Германии защищал личный состав 55-го стрелкового корпуса войск 18-й армии РККА ВС Союза ССР.

## Население
В 1784 году в Яруге жили 63 еврея, в 1787 году — 55, 1847 году — 224, 1897 году — 1 271 (51 % населения), в 1923 году — 994 еврея. По переписи 2001 года население Яруги составляет 694 человека; с 1990-х годов, после развала Союза ССР, евреев в Яруге не осталось.

## Холокост

### Яругское Гетто
В июле 1941 года, в течение недели после прихода нацистов в Яругу, все евреи за один день были согнаны на окраинную улочку Маарлэх, где было создано гетто, покидать границы которого было запрещено. Евреи были обязаны носить на груди и на спине жёлтый 10-сантиметровый круг. Старостой гетто был назначен Ноах Мучник (председатель колхоза).

### Трагедия 28 июля 1941
28 июля 1941 года командой СС в районе Яруга была задержана партия евреев, около 1 000 человек, которые были депортированы из Бессарабии и северной Буковины и направлялись в район Ямполя. Их всех расстреляли в оврагах неподалёку от местечка. На детей пули пожалели — их бросали в овраг живыми и засыпали сверху землёй.

### Украинская милиция
Украинскую милицию в местечке возглавил Фёдор Петрович Крыжевский, который тайно поддерживал партизан. Благодаря его человечности в гетто были не очень плохие условия существования, к примеру, жители могли иногда покидать территорию гетто. Одной из основных проблем совета гетто была проблема ночных нападений крестьян, приходивших из бессарабской деревни Яровo, которые по льду переходили Днестр и воровали еврейское имущество.

### Освобождение
Яруга была освобождена войсками Красной Армии ВС СССР 20 марта 1944 года.

## Село-Праведник Мира
Яруга — единственное в мире село — Праведник мира. Во время второй мировой войны жители села спасли еврейские семьи, которые издавна жили вместе с украинцами. Вблизи села в 1941 году было расстреляно около тысячи буковинских и бессарабских евреев. В самой Яруге смогли спасти всех местных жителей и несколько семей евреев, депортированных из Бессарабии и Румынии.

## Происхождение названия
Название поселения произошло от слова «яруга» (крутостенная балка; овраг, прекративший рост). «Яруга» — глубокий крутой яр.

## Религия
В селе действует Вознесенский храм Могилёв-Подольского благочиния Могилёв-Подольской епархии Украинской православной церкви.

## Архитектура
В селе сохранилось много домов, построенных в 1870-х годах.

## Кладбища
Два еврейских кладбища (старое и новое) расположены в разных концах бывшего местечка.